# Katla (fisk)
Denna artikel handlar om fisken katla. För andra betydelser se Katla.
Katla (Catla catla eller Gibelion catla) är en fiskart som först beskrevs av Hamilton 1822.  Katla ingår i släktet Catla, och familjen karpfiskar. IUCN kategoriserar arten globalt som livskraftig. Inga underarter finns listade.

## Utseende
Katlan är en stor karpfisk och har som mest uppmätts till 182 centimeters längd och 38,6 kilo. Den har en bred, uppåtvänd mun med tydligt underbett. Kroppen är ihoptryckt från sidorna, med långa bröstfenor, en tydligt konvex rygglinje och med mycket stora fjäll. Ryggen och de övre sidorna är gråaktiga, medan den nedre delen är silverfärgad och fenorna mörka.

## Vanor
Arten uppehåller sig i olika typer av vattensamlingar som sjöar, dammar, kanaler och floder. De kan även uppehålla sig i tidvattenzonens brackvatten. I Indien har den spridit sig kraftigt i vattenreservoarer. Arten håller främst till i de övre vattenlagren. De vuxna fiskarna är allätare, medan ynglen tar insekter, växtplankton och detritus.

### Fortplantning
Arten leker under sommar och regntid. De gulaktiga äggen sjunker till botten när de läggs.

## Utbredning
Katlan finns på Indiska subkontinenten. Den är framför allt en sötvattensart, även om den kan gå ut i brackvatten. Arten finns naturligt i Pakistan, norra Indien, Bangladesh, Nepal och Myanmar. Den har dessutom införts till mellersta Indien, Sri Lanka och Kina.

## Ekonomisk betydelse
Arten är snabbväxande och anses vara en mycket god matfisk, och är därför föremål för ett omfattande kommersiellt fiske. Den har introducerats i många områden för att tjäna till föda. Även sportfiske och fiskodling förekommer.